# Dendrocalamus pulverulentus
Dendrocalamus pulverulentus är en gräsart som beskrevs av Liang Chi Chia och P.P.H.But. Dendrocalamus pulverulentus ingår i släktet Dendrocalamus och familjen gräs. Inga underarter finns listade i Catalogue of Life.